# Безумное свидание
«Безу́мное свида́ние» (англ. Date Night) — комедия режиссёра Шона Леви. Слоган фильма: «Не все свидания идут по плану». 
Премьера состоялась 6 апреля 2010 года в Нью-Йорке, а 9 апреля 2010 года компания 20th Century Fox выпустила его в кинотеатрах. 
Сборы составили 152,3 миллиона долларов при бюджете в 55 миллионов.

## Сюжет
Супруги Фил и Клэр Фостер из Нью-Джерси с двумя детьми. Фил — налоговый адвокат, а Клэр — агент по продаже недвижимости. Семейная жизнь стала скучной и обыденной. Но они хотят реанимировать отношения, глядя на своих друзей, которые планируют развестись.
Чтобы избежать рутины, Фил решает, что они с Клэр пойдут в модный ресторан. Но все столики заняты и для того, чтобы получить там место, пришлось представиться чужими именами — Фил берёт столик от имени неявившихся Трипплхорнов. Во время трапезы к ним подходят двое мужчин, Коллинс и Армстронг, и объявляют, что фальшивые Трипплхорны должны их боссу, Джо Милетто, флешку с информацией. Фил и Клэр объясняют, что они, собственно, не Трипплхорны, но бандиты в это не верят. Не видя никакого другого выхода, Фил говорит им, что флэшка спрятана в Центральном парке.
Они едут туда и пока Клэр делает вид, что что-то ищет, Фил отбивается веслом от гангстеров. Затем они с Клэр убегают на лодке. В отделении полиции Фил и Клэр собираются признаться о нападении на них сотруднику, но обнаруживают, что Коллинс и Армстронг — продажные копы на содержании Милетто. Понимая, что не могут доверять полиции, они решают найти реальных Трипплхорнов. Супруги возвращаются в ресторан и находят телефонный номер, по которому был сделан заказ.
Клэр вспоминает, что её прежний клиент, Холбрук Грант, имел своё детективное агентство и сотрудничал со спецслужбами. Фостеры находят его и тот соглашается им помочь — он «пробивает» телефонный номер и тогда пара выходит на некоего Томаса Фелтона, который представился как Трипплхорн. Он оставил флешку Фостерам и скрылся, предоставив им самим разбираться с её содержимым. Как оказалось, на ней был компромат на окружного прокурора Фрэнка Криншоу. Блюститель закона любил посещать ночной клуб мафиози Милетто и тот не преминул собрать пикантные фотографии прокурора. Проникнув в заведение Милетто под видом стриптизёрши и её сутенёра, супруги добрались до Криншоу. Им удалось стравить Криншоу и Милетто и спастись в последний момент, когда на сцене наконец появилась полиция.
После благополучного завершения приключений Фил признаётся, что он снова женился бы на Клэр и имел бы детей снова и снова если будет шанс. Семейное благополучие восстановлено.

## В ролях
- Стив Карелл — Фил Фостер
- Тина Фей — Клер Фостер
- Марк Уолберг — Холбрук Грант
- Тараджи П. Хенсон — детектив Арроя
- Джимми Симпсон — Армстронг
- Коммон — Коллинс
- Уильям Фихтнер — Фрэнк Креншоу
- Лейтон Мистер — Кэти
- Джей Би Смув — таксист
- Кристен Уиг — Хейли Салливан
- Марк Руффало — Брэд Салливан
- Джеймс Франко — Тэйст
- Мила Кунис — Виппит
- Билл Бёрр — детектив Уолш
- Джонатан Морган Хейт — Оливер Фостер
- Саванна Пэйдж Рэй — Шарлота Фостер
- Рэй Лиотта — Джо Милетто
- Ник Кролл — метрдотель
- Оливия Манн — хостес
- Галь Гадот — Натанья
- will.i.am — в роли самого себя
- Джон Бернтал

## Критика
На агрегаторе рецензий Rotten Tomatoes рейтинг одобрения составляет 66 % на основе 232 рецензии со средним рейтингом 6,1 из 10. Критический консенсус сайта гласит: «„Безумное свидание“, представляющее собой непростую смесь боевика и комедии, не совсем соответствует талантам двух главных героев, но Стиву Кареллу и Тине Фей все же удаётся сиять через множество недостатков фильма». На Metacritic фильм получил 56 баллов из 100 по мнению 37 критиков, что указывает на «смешанные или средние отзывы». 
Роджер Эберт дал фильму 3,5 звезды из 4, сказав: «Такой фильм побуждает Голливуд время от времени сбавлять обороты и понимать, что комедия возникает из персонажей и ситуаций, а не из маниакальных трюков и излишеств». 

## Саундтрек
- «Burn It to the Ground» — Nickelback
- «Love Gun» — Cee-Lo Green
- «Heartbreak Warfare» — John Mayer
- «Cobrastyle» — Teddybears Stockholm
- «Blitzkrieg Bop» — The Ramones
- «Why Me» — Margie Balter
- «Date Night Blues» — The Rave-Ups
- «French Connection» — Solar Budd
- «I’ll Never Dream» — Kaskade
- «Moving On» — Morgan Page
- "Fresh Groove — Muddy Funksters
- «I Want’a Do Something Freaky To You» — Leon Haywood
- «Sex Slave Ship» — Flying Lotus
- «God Created Woman» — A. B. O’Neill
- «Elephant» — Spiral System
- «Production» — Lemonworks
- «Something Bigger, Something Better» — Amanda Blank
- «Stone» — Terry Lynn
- «(Your Love Keeps Lifting Me) Higher and Higher» — Jackie Wilson